# 西济州
西济州，中国古代的州。
唐高祖武德二年（619年）以河内郡济源县（今河南省济源市）置西济州，治济源县，下辖济源县、溴阳县（今河南省济源市克井镇）、蒸川县（今河南省济源市五龙口镇裴村）、邵原县（今河南省济源市承留镇），隶属于怀州总管府。武德四年（621年）废西济州、溴阳县、蒸川县、邵原县，济源县改属怀州。
唐朝西济州刺史
- 丁伯德（619年—621年）